# USA-215
USA-215またはNRO Launch 41 (NROL-41) は、2010年9月21日に打ち上げらたアメリカ合衆国のレーダー・イメージング偵察衛星であり、アメリカ国家偵察局(NRO)が運用中のものである。この衛星は、将来画像アーキテクチャー(FIA)プログラムの一部として開発された、新シリーズのレーダー・イメージング衛星であるトパズ (Topaz)衛星の最初の1基であると同定されている。トパズ衛星は、より古いレーダー・イメージング衛星のラクロス(Lacrosse)シリーズの衛星を置き換えるためのものである。
USA-215は、ユナイテッド・ローンチ・アライアンス社がアトラス Vロケット 501型構成(2段式、補助ロケット無し)で打上げた。発射は2010年9月21日 04:03:30 UTC に、ヴァンデンバーグ空軍基地(カリフォルニア州)のSLC-3E打上げ複合施設から行われた。この打上げは NRO Launch 41 と同定されており、これはアトラス Vロケットによる23回目の打上げに当たる。打上げロケットは Gladysと名付けられており、テイルナンバーは AV-025 であった。
この衛星の軌道と任務は公式には機密事項であるが、アマチュア観測者達たちはこの衛星が、2015年1月23日の時点で、近地点高度1105km、遠地点高度1116km、軌道傾斜角122.99°の逆行地球低軌道(LEO)上にあることを突き止めている。